# Prodasineura hyperythra
Prodasineura hyperythra – gatunek ważki z rodziny pióronogowatych (Platycnemididae). Endemit Borneo, szeroko rozpowszechniony przynajmniej w północnej i wschodniej części wyspy.